# ماي داي هيلث
ماي داي هيلث هي منظمة غير ربحية بموجب البند 501(ج)(3) توفّر التوعية بشأن الإجهاض الدوائي وكيفية الحصول عليه في الولايات المتحدة. تأسست عام 2022 على يد أوليفيا رايسنر، ناثانييل هوروفيتز، وسام كوبلمان ردًّا على قرار المحكمة في قضية دوبس ضد جاكسون (2022)، والذي قيد الوصول إلى الإجهاض في العديد من الولايات الأمريكية. لا تقوم "ماي داي" ببيع أو توزيع حبوب الإجهاض.
تأسست المنظمة بعد تسريب مسودة قرار دوبس ضد جاكسون التي أبطلت حكمي رو ضد ويد (1973) وبلاند بارنتهود ضد كايسي (1992). وقد أُطلقت المنظمة في يوم صدور قرار دوبس.

## التكتيكات
تستخدم "ماي داي" أساليب حرب العصابات لزيادة الوعي بشأن حبوب الإجهاض، في نهج يختلف عن المنظمات التقليدية مثل "بلاند بارنتهود".
دافعت "ماي داي" في ماساتشوستس عن قانون لحماية مقدمي الرعاية الصحية الذين يرسلون حبوب الإجهاض بالبريد إلى مرضى في ولايات أخرى.
موقعها الإلكتروني mayday.health مكتوب بلغة مبسطة تعادل مستوى الصف الخامس، ومتوفر بعدة لغات، ولا يتتبع بيانات الزوار.
في كانون الأول 2022، نشرت "ماي داي" فيديو سريًا صُوّر داخل مراكز الأزمات الخاصة بالحمل، مدعية أن هذه المراكز تنشر معلومات كاذبة للنساء الساعيات إلى الإجهاض.
خلال شهر تاريخ المرأة في آذار 2023، قادت "ماي داي" لوحات إعلانات متنقلة عبر 14 ولاية تفرض قيودًا على الإجهاض.
في حزيران 2023، افتتحت "ماي داي" معرضًا فنيًا مؤقتًا على هيئة "متجر إجهاض" في باستروب، تكساس لتوضيح أن حرية التعبير يمكن استخدامها للحديث عن حبوب الإجهاض، حتى في الولايات التي تفرض الحظر.
في آب 2024، اشترت "ماي داي" أربع لوحات إعلانية في سان أنطونيو، تكساس كُتب عليها: "كل شيء أكبر في تكساس: بما في ذلك معدل وفيات الرضع لدينا." وكان الهدف منها تسليط الضوء على دراسة جديدة من كلية جونز هوبكنز بلومبيرغ للصحة العامة تفيد بأن معدل وفيات الرضع ارتفع بنسبة 8% في تكساس بعد تطبيق قانون "نبض الجنين" للإجهاض في أيلول 2021، بينما شهد باقي البلاد زيادة بنسبة 2% فقط. كما وجد الباحثون أن عدد الرضع المتوفين بسبب عيوب خلقية في تكساس ارتفع بنسبة 23%، في حين انخفض بنسبة 3% في بقية البلاد.
في نيسان 2025، قادت "ماي داي" شاحنة رقمية تحمل لوحة إعلانات عبر ولاية تينيسي، وتوقفت عند مراكز الأزمات الخاصة بالحمل، ووضعت ملصقات في ناشفيل، ديكسون وفيرفيو.
في الشهر التالي، رتّبت "ماي داي" لتحليق طائرة فوق مضمار سباق إنديانابوليس موتور سبيدواي في أيام 23 و24 و25 أيّار، تحمل لافتة كتب عليها "حبوب الإجهاض عبر البريد"، للتأكيد على أن سكان إنديانا لا يزال بإمكانهم الحصول على حبوب الإجهاض بالبريد.
في حزيران 2025، وبمناسبة مرور ثلاث سنوات على قرار دوبس ضد جاكسون، نشرت "ماي داي" إعلانات في صحف مسقط رأس كل من قضاة المحكمة العليا الخمسة الذين ألغوا حكم رو ضد ويد.

## وسائل التواصل الاجتماعي
وصلت "ماي داي" إلى ملايين الأشخاص خلال 48 ساعة من إطلاقها، من خلال منشورات معلوماتية سريعة الانتشار تشرح كيفية الحصول على حبوب الإجهاض الآمنة عبر البريد، وذلك رغم انعدام المتابعين يوم صدور قرار دوبس ضد جاكسون.
انتقدت "ماي داي" منصتي فيسبوك وإنستغرام لتقييدهما الوصول إلى محتواها التثقيفي الصحي. وعندما حظرت سبوتيفاي إعلانات "ماي داي" بشأن حبوب الإجهاض، أصدرت المنظمة قائمة تشغيل بعنوان "قائمة مغتصبي سبوتيفاي" لمدة 119 ساعة، تضم أسماء مفترسين جنسيين تستضيفهم المنصة، في محاولة للضغط من أجل تغيير سياساتها.
في كانون الثاني 2023، أصبحت الطبيبة النسائية جينيفر لينكولن، المؤثرة على وسائل التواصل الاجتماعي، المديرة التنفيذية لـ"ماي داي". وفي كانون الثاني 2024، انتقلت المؤسسة المشاركة أوليفيا رايسنر إلى هذا المنصب، وانتقلت الطبيبة لينكولن إلى مجلس الإدارة إلى جانب المؤسس المشارك ورئيس المجلس ناثانييل هوروفيتز.

## النزاعات القانونية
في تموز 2022، وضعت "ماي داي" ثلاث لوحات إعلانية في جاكسون، ميسيسيبي كتب عليها: "حامل؟ لا يزال لديكِ خيار."
تسلّمت "ماي داي" مذكرة استدعاء من ولاية ميسيسيبي. رفضت المنظمة المذكرة، واعتبرتها رقابة على حرية التعبير. وردت بوضع 20 لوحة إعلانية إضافية وبث إعلان تلفزيوني في الولاية.
وقد مثلت "ماي داي" مجانًا مكاتب التقاضي "هوغان لوفيلز"، "ديفيس رايت ترماين"، و"مورغان، لويس آند بوكيوس".
في تشرين الأول 2022، أوصت جامعة أيداهو الطلاب والأساتذة بعدم الحديث عن حبوب الإجهاض أو وسائل منع الحمل. فقادت "ماي داي" شاحنة إعلانات في أيداهو بنفس الرسالة التي استخدمتها في ميسيسيبي.
في نيسان 2023، استشهدت محكمة المقاطعة بقرارها في قضية تحالف الطب الهيبوقراطي ضد إدارة الغذاء والدواء (2023) بـ"ماي داي" كمنظمة جديدة "تركّز على من يعيشون في ولايات تحظر الإجهاض، وتقدّم للمستخدمين تعليمات خطوة بخطوة لإنشاء عنوان مؤقت في ولاية تسمح بالإجهاض وتحويل البريد إليها." غير أن المحكمة العليا الأمريكية حكمت بالإجماع ضد التحالف، وأبطلت قرارات المحاكم الأدنى، وأعادت تفعيل استخدام الميفيبريستون وفق قواعد إدارة الغذاء والدواء الحالية.

## الطاقم
- أوليفيا رايسنر – المديرة التنفيذية، مؤسسة مشاركة
- سام كوبلمان – مؤسس مشارك
- ناثانييل هوروفيتز – مؤسس مشارك، رئيس مجلس الإدارة

## روابط خارجية
- صحة مايداي